# Listă de desenatori, caricaturiști și graficieni
- Această pagină este o listă de desenatori, caricaturiști și graficieni.

## B
- Ioana Bassarab Starostescu / Ioana Bassarab

## C
- Adina Caloenescu (grafician) (1934-2011)
- Ștefan Câlția (n. 1942)
- Marcel Chirnoagă (1930-2008)
- Fabienne Courtiade (n. 1970)

## D
- Luis José Díaz
- Ștefan Dimitrescu (1886 - 1933)
- Ion Dumitrana (1923-1976), gravor, machetator, ilustrator
- Constantin Dumitrescu (sculptor medalist)

- E. Dumitrache[1]
- Pompiliu Dumitrescu (1941–1998)

## G
- Vasile Gabor, gravor de monede și medalii
- Benedict Gănescu (1929 — 1996), desenator, grafician, pictor scenograf
- Constantin Gănescu, cunoscut ca Constantin Ganesco (1864 — 1951), magistrat român, artist plastic francez și român, desenator, pictor și sculptor

## H
- Lucia Maria Hardegen (n. 1951)

## I
- Haralambie Ionescu
- Ștefan Iordache (grafician) / Ștefan Iordan
- Valentin Iordache[1]
- Ștefan Iacobescu (grafician) (1937-2001)

## J
- Ion Jalea (1887-1983)
- Joaquin Jimenez (n. 1956)
- Laurent Jorio (n. 1973)

## K
- Robert Kalina (n. 1955)

## L
- Juan Lafita (1889-1967), pictor, desenator, caricaturist și ilustrator spaniol
- Fritz Ulysse Landry (1842 - 1927)
- André Henri Lavrillier (1885–1958), artist plastic, gravor de monede și medalist francez.
- Lembit Lõhmus (n. 1947)

## M
- Alfred Manessier (1911-1993), pictor și gravor francez
- Filip Marian
- Radu Marian[1]
- Lise Marin (1919, Brăila-2015, Paris), ilustratoare și autoare franceză de origine română[2]
- Elena Mihăescu[1]
- Ion Mihăescu[1]
- V. Mihăescu[1]
- Marian Mirescu[1]
- Joan Miró
- Val Munteanu
- Ary Murnu (1881-1971), pictor, grafician, gravor
- Ion Lucian Murnu (1910-1984), sculptor, desenator și pictor român

## P
- Octavian Ion Penda / Octavian Penda, grafician
- Pablo Picasso (1881-1973)
- Viorel Pîrligras (n. 1959)[3]
- Răzvan Popescu
- Aurel Popp (1879 - 1960)
- Valentin Popa

## R
- A. Romanescu
- Oscar Roty (1846-1911)
- Thomas Rowlandson (1765 - 1827)

## S
- Nicolae Săftoiu (născut în 1935)
- Albin Stănescu[1]

## T
- Ernest Paulin Tasset (1839-1921)
- Eugen Taru (1913 – 1991)
- Ion Tolbaru, gravor al BNR, între 1949 - 1993
- Nicolae Tonitza (1886 - 1940)

## V
- Aurel Vlad
- Gheorghe Vrabie (n. 1939)

## Z
- Șerban Zainea, grafician, gravor

## Vezi și
- Listă de caricaturiști